# 小堀文雄
小堀 文雄（こぼり ふみお、1912年9月23日 - 1999年11月20日）は、茶道小堀遠州流の第15世家元。号は「宗通」（そうつう）。

## 来歴
現在の東京都千代田区に生まれる。1936年に日本大学専門部国文学科を卒業した。
1953年に父である第14世進（宗忠）が死去したことに伴い家元を継ぐ。
後援会組織松籟会を設立。東京美術倶楽部東茶会、根津美術館茶友会、巧匠会茶会などで懸釜を実施。
『小堀遠州の茶道』（浪速社、1969年）、『幻の茶室 転合庵』（村松書館、1980年）、『小堀遠州東海道紀行』（村松書館、1985年）などの著書がある。
1999年に死去。